# Autoroute AP-15 (Espagne)
L'autoroute AP-15 appelée aussi Autopista de Navarra est une autoroute payante qui suit le tracé de la route nationale N-121 desservant les communes de Navarre.
L'autoroute AP-15 est divisée en 2 sections qui sont reliées et prolongées par l'autoroute A-15 :
- De Tudela au sud de Pampelune à la jonction avec l'A-21 (le tronçon de Tudela partant de l'AP-68 et Pampelune étant en service).
- Du nord de Pampelune à Irurtzun

La traversée de Pampelune étant gratuite (A-15).
Cette autoroute est un important axe de communication car elle relie d'une part 2 capitales de 2 communautés autonomes, Pampelune (Navarre) et Saragosse (Aragon) et d'autre part elle permet de rallier le nord-est espagnol (Barcelone, Lérida) à la frontière française via Irun/Hendaye et les régions occidentales de la Péninsule Ibérique.
L'AP-15 est gérée par la société AUDENASA.

## Tracé
- Elle débute au sud d'Irurtzun après l'intersection entre l'A-10 (Vitoria - Pampelune) et l'A-15 (Saint Sébastien - Pampelune) en direction de la capitale de la communauté de Navarre qu'elle traverse par le sud en desservant les différentes zones de la ville.
- La section payante revient au sud de Pampelune à Noain, après l'intersection avec l'A-21 (Pampelune - Jaca) et se termine provisoirement à hauteur de Tudela en se connectant à l'AP-68 (Saragosse - Bilbao).

## Sorties
- Échangeur entre AP-68 et AP-15 : Saragosse - Logroño - Bilbao +  péage de Tudela
- 6 (de et vers Saint-Sébastien) : Tudela, Saragosse (A-68) - Madrid ( N-113 )
- Pont sur l'Ebre
- 13 : Castejon, Valtierra ( N-113 )
- Aire de service Valtierra (dans les deux sens)
- Pont sur l'Aragon
- 29 : Peralta, Marcilla ( NA-128  +  Péage de Marcilla
- Aire de repos Olite (dans les deux sens)
- 49 (de et vers AP-68) : Olite ( N-121 )
- 50 : Tafalla, Olite, Tudela ( N-121 )
- 56 : Tafalla-nord ( N-121 )
- 71 (de et vers Saint-Sébastien) : Puente la Reina ( NA-601 )
- Péage de Imárcoain
- 78 : Zone industrielle Ciudad del Transporte +  Aire de service Imárcoain (dans les deux sens)
- 80b/81 : Noáin, Beriáin( N-121 ) + section en 2x3 voies
- 80A/82  Échangeur entre AP-15 et A-21 : Noáin (sens Saint Sébastien-AP-68 seulement) - Jaca, Huesca (A-21) + section en 2x4 voies
- 83 : Noáin, Huarte, Aéroport de Pampelune, rocade de Pampelune, Irun ( PA-30 ),  Aire de service Noain (sens Saint Sébastien-AP-68)
- 83B  Échangeur entre AP-15 et  PA-31  (depuis l'AP-68 et vers les deux sens) : Pampelune; retour en 2x2 voies*
- 85 : Pampelune - Esquíroz ( NA-600 )
- 88  Échangeur entre AP-15 et A-12 : Estella - Logroño
- 89 : Zone industrielle de Landaben-Volkswagenn( NA-30 )
- 92 : Orcoyen, Arazuri ( NA-700 )
- 97  Échangeur entre AP-15 et  PA-34  : Pampelune - Berriozar, France ( N-240a )
- Aire de service Zuasti (dans les deux sens)
- Péage de Zuasti
- 109 : Aizcorbe, Pampelune ( N-240-A )
- 112  Échangeur autoroutier entre A-15/AP-15 et A-10 : Altsasu - Vitoria-Gasteiz +  l'AP-15 devient l'A-15